# 福束村
福束村（ふくづかむら）は、かつて岐阜県安八郡に存在した村である。現在の安八郡輪之内町の西部に該当する。
牧田川の東岸に位置し、揖斐川で東西に分割されている。これは明治時代の改修工事により、福束村に新に掘削された揖斐川が築かれたためである（それまでの旧・揖斐川には牧田川、水門川が流れている）。このため、東西に分割された村を結ぶ渡船（城の浦渡し。1961年廃止）が運航されていた。

## 歴史

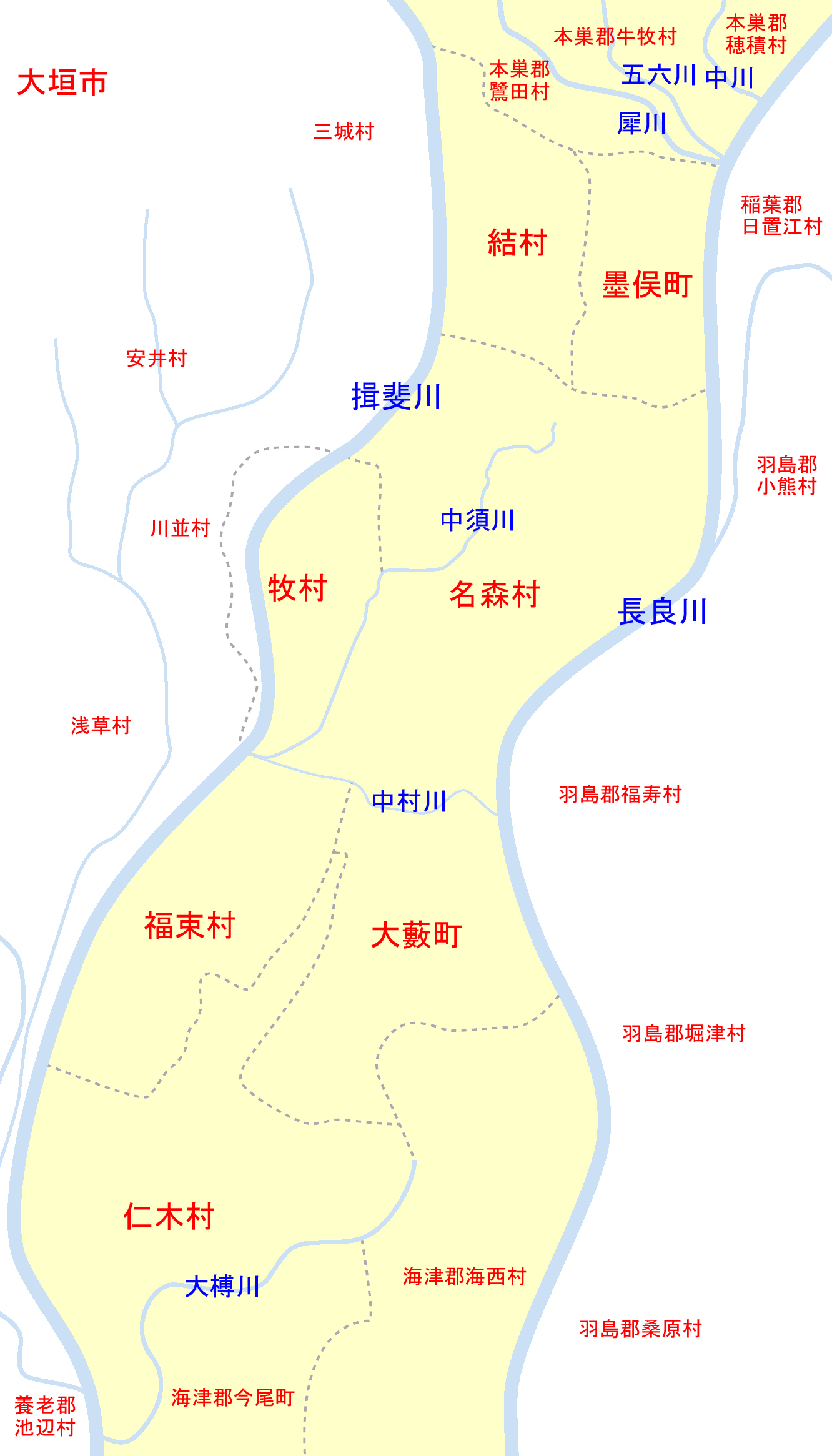
犀川事件当時の周辺自治体の位置関係図

- 丸毛兵庫頭が豊臣秀吉から福束城を与えられ、2万石を領する。のち豊臣秀次から1万石の加増を受け、3万石となる。
- 丸毛不心斎、1595年（文禄4年）7月、豊臣秀次失脚事件に連座し、自害。丸毛兼利が福束城城主となり、2万石を領する。
- 1600年（慶長5年） - 関ヶ原の戦いの前哨戦で、福束城は東軍の市橋長勝、徳永寿昌らに攻められ落城。関ヶ原の戦い後に福束城は廃城となる。
- 江戸時代末期、この地域は美濃国安八郡であり、大垣藩領、天領であった。
- 1889年（明治22年）7月1日 - 町村制施行により安八郡福束村が発足。
- 1897年（明治30年）4月1日 - 安八郡福束村・里村・塩喰村・中郷村・南波村・本戸村が合併し、改めて福束村が発足。
- 1929年（昭和4年）1月 - 犀川事件が発生。これに先立ち同月7日に村長が辞職[1]。
- 1954年（昭和29年）4月1日 - 安八郡大薮町、仁木村と合併し輪之内町が発足。同日福束村廃止。

## 学校
- 福束村立福束小学校（現・輪之内町立福束小学校）
- 学校組合立輪之内中学校（現・輪之内町立輪之内中学校）